# Terrenos y Jardines de la Universidad de Exeter

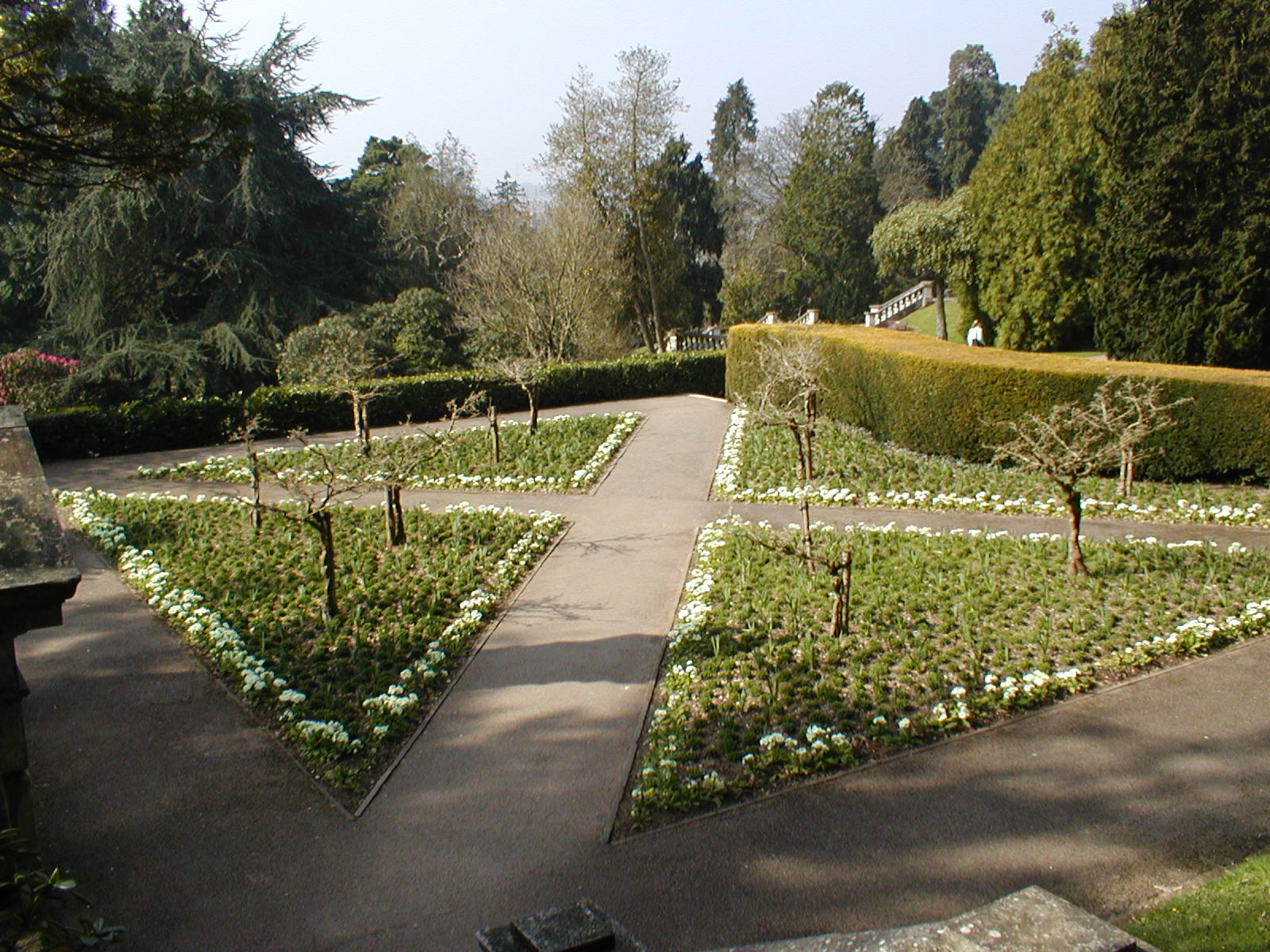
Los jardines del "Reed Hall" en la Universidad de Exeter.

Los Terrenos y Jardines de la Universidad de Exeter (en inglés: The Grounds and Gardens University of Exeter) son un conjunto de zonas ajardinadas alrededor de los edificios de la Universidad de Exeter que constituyen una zona de esparcimiento y al mismo tiempo un jardín botánico dedicado al estudio y la enseñanza. Su código de reconocimiento internacional como institución botánica así mismo como las siglas de su herbario es EXR.

## Localización
The Grounds and Gardens University of Exeter, Streatham Farm, Prince of Wales Road, EXETER EX4 4PX, Devon, U.K. Exeter United Kingdom-Reino Unido.

## Historia
Los terrenos de la parte central de la universidad de Exeter se ha basado en los jardines « Reed Hall gardens », que fueron diseñados en la década de 1860 por Richard Thornton West, un comerciante del este de la India que heredó casi un millón de libras de un tío que hizo una fortuna por el bloqueo que funcionó durante las guerras napoleónicas. 
Se cree que la construcción de la casa importó unas 80,000 libras y unas 70,000 el acondicionamiento y mejora de la finca. El ajardinamiento y la plantación de árboles fueron realizados por la firma Veitch cuyos recolectores de plantas fueron a diferentes partes del mundo. Entre ellos estaban el renombrado E. H. Wilson y los Lobb Brothers. En el momento de sus plantaciones en la finca, muchos de los árboles debieron haber sido únicos en la Europa de su tiempo. 
Conforme la universidad se ha ido ampliado, se han añadido en los terrenos de la finca una amplia gama de plantas raras, interesantes y hermosas, que aprovechan los microclimas creados por los edificios y las características naturales del lugar. Estas colecciones de plantas no sólo crean un paisaje atractivo, sino que también se utilizan en la enseñanza y la investigación.

## Colecciones

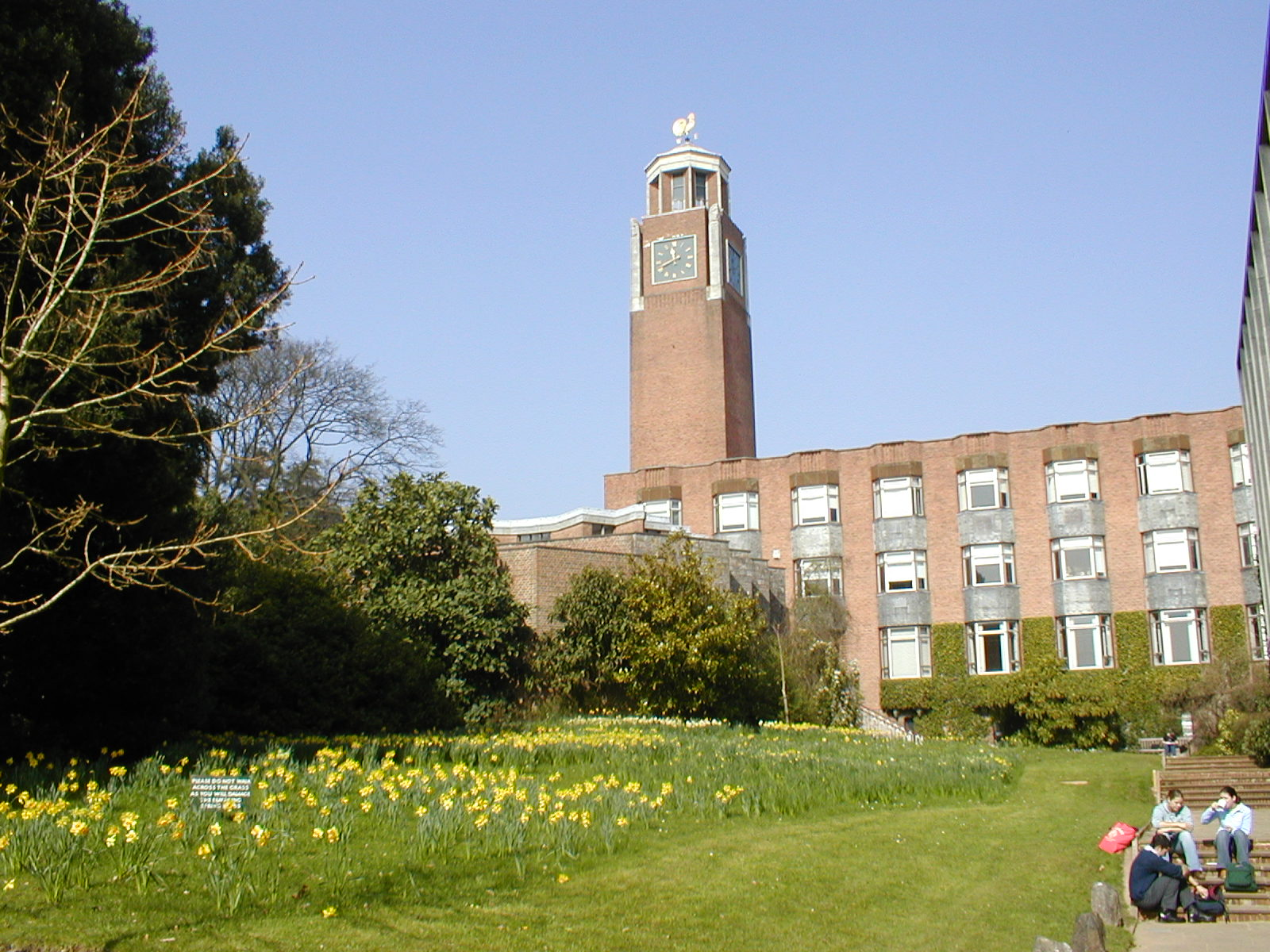
La torre del reloj de la Universidad de Exeter.

Las familias de plantas que tienen una representación más numerosa destacan,

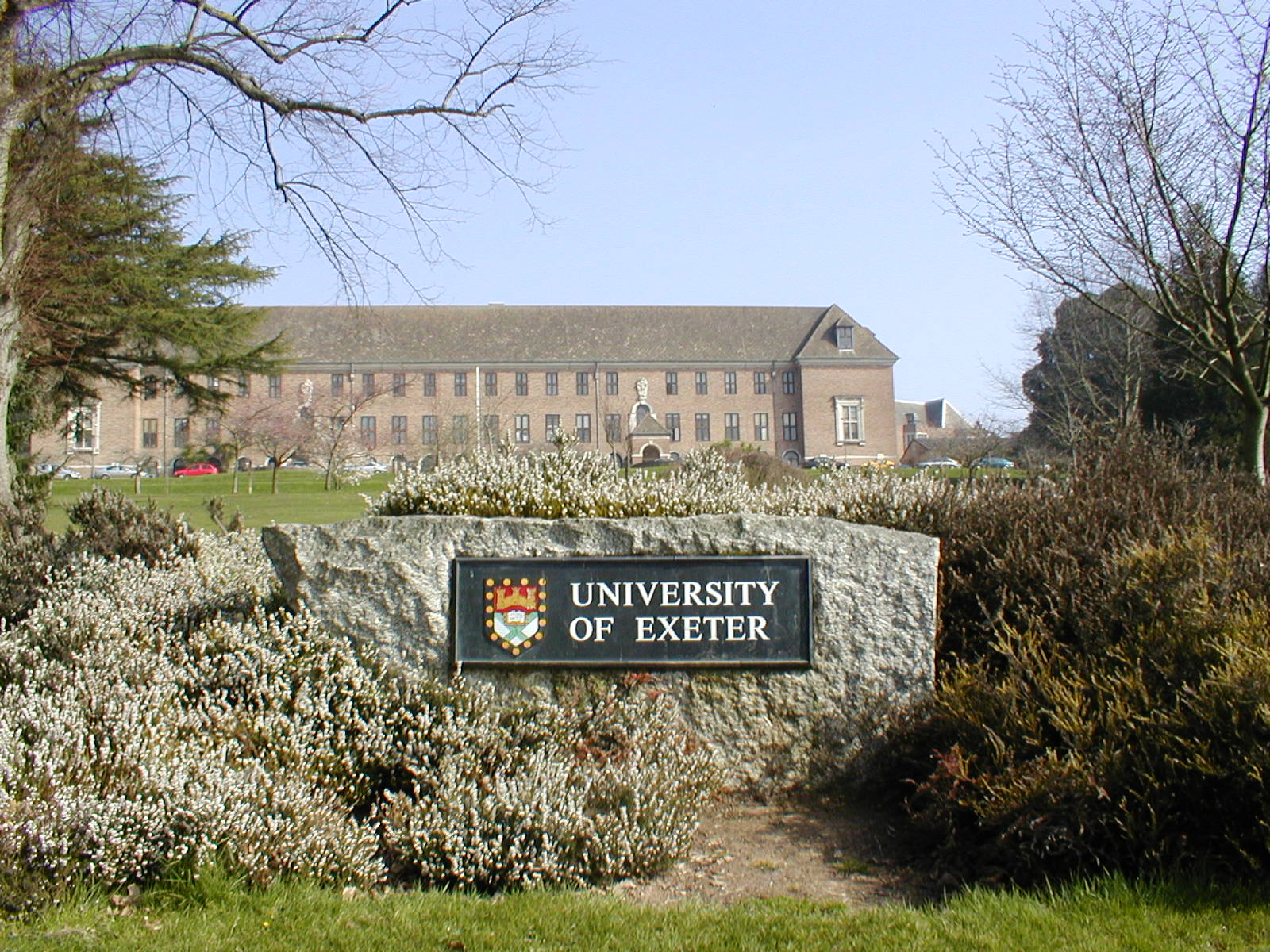
El edificio del "Washington singer".

- Flacourtiaceae,
- Pinaceae,
- Ericaceae,
- Liliaceae,
- Leguminosae,
- Rosaceae,
- Compositae,
- Labiatae,
- Gramineae,
- Saxifragaceae,
- Amaryllidaceae,

- Cupressaceae,
- Cactaceae,
- Rutaceae,
- Caprifoliaceae,
- Ranunculaceae,
- Oleaceae,
- Iridaceae,
- Cruciferae,
- Scrophulariaceae,